# コーンスネーク
コーンスネーク (Pantherophis guttatus) は、爬虫綱有鱗目ナミヘビ科Pantherophis属に分類されるヘビ。Pantherophis属の模式種。別名アカダイショウ。

## 分布
アメリカ合衆国南東部（ウエストバージニア州東部・ニュージャージー州南部・ペンシルベニア州南部以南、およびテネシー州・ミシシッピ州・ルイジアナ州以東）。
模式標本の産地（基準産地、タイプ産地、模式産地）は、チャールストン（サウスカロライナ州）。

## 形態
全長90 - 120センチメートル。最大全長183センチメートル。胴体中央部の斜めに列になった背面の鱗の数（体列鱗数）は25 - 29。総排出口までの腹面にある幅の広い鱗の数（腹板数）は203 - 245。総排出口から後部の鱗の数（尾下板数）は47 - 84。
体色は赤や橙色・黄色・赤褐色・灰色などと変異が大きく、体色よりも濃色の赤や橙色の斑紋が入る。背面の斑紋は、黒く縁取られる個体が多い。腹面の体色は白く、黒い角張った斑紋が市松模様状に入る。個体によっては、白や黒一色の個体もいる。和名や英名はこの斑紋がトウモロコシ（corn）のように見える事が由来とする説もある。
上唇（上唇板）や下唇を覆う鱗（下唇板）は明色で、暗色で縁取られる。左右の眼の間には、三日月状の斑紋が入る。
虹彩は赤や橙色で、瞳孔は丸い。
腹板数や尾下板数・斑紋の数は、南部個体群の方が多い傾向がある。

## 分類
2002年に発表されたナメラ属のミトコンドリアDNAの12S rRNA・COI遺伝子の分子系統解析から、新大陸に分布するナメラ属の一部を本種を模式種としたPantherophis属を復活させ分類する説が提唱された（ただしこの解析・分類では以下の独立種・新種を含んでいない）。
同年に発表されたミトコンドリアDNAのシトクロムbの最尤法・ベイズ法を用いた分子系統解析から、本種の亜種とされていたプレーンズコーンスネークE. emoryi（当時はナメラ属）を独立種として分割する説が提唱された。同じ解析によりプレーンズコーンスネークとの亜種間雑種と考えられていた個体群も、独立種ルイジアナコーンスネークE. slowinskiiとして新種記載された。

## 生態
様々な環境に生息するが、松林などの森林に主に生息する。地表棲だが、樹上に登る事もある。主に薄明時や夜間に活動する。地面に空いた穴や石・倒木の下などで休む。分布域北部の個体群は冬季に冬眠する。
小型哺乳類、鳥類やその卵、爬虫類、両生類などを食べる。成蛇は主に小型哺乳類、特に齧歯類を食べる。
繁殖様式は卵生。1回に12 - 25個、最大で約30個の卵を産む。卵は60 - 75日で孵化する。

## 人間との関係
ペットとして飼育されることもあり、日本にも輸入されている。
以下に品種の一部を挙げる。

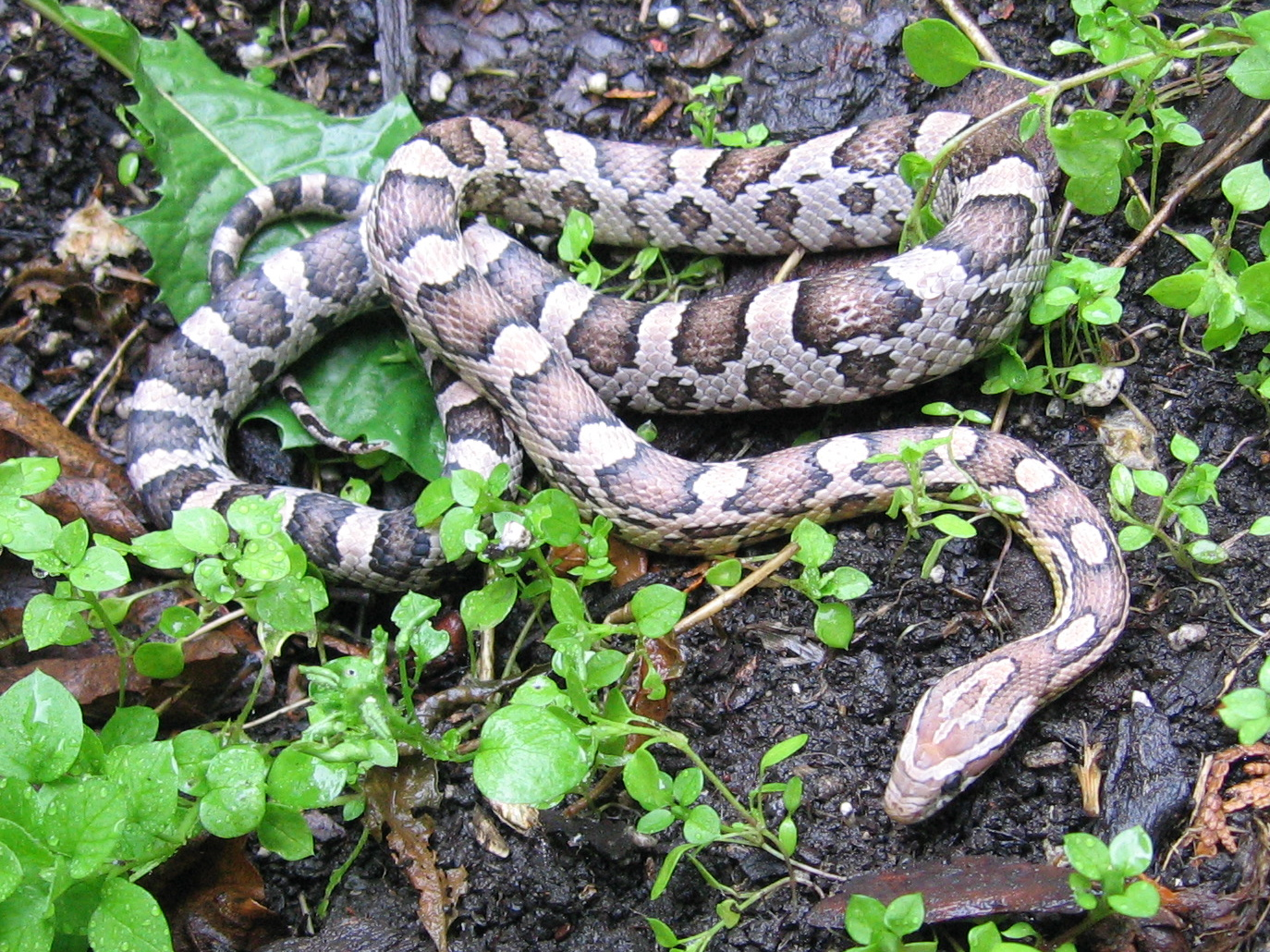
アネリスリスティック

- アメラニスティック（アルビノ）[8] - 黒色色素欠損。黒色部が白くなる。劣性遺伝。
  - リバースオケーティー[2] - アメラニスティックのブリーディングの過程で産まれた、後述のオケーティーの黒色部が白いような形状を選択交配した品種。近年は形状を固定化するため、オケーティーをかけ合わせることも多い。劣性遺伝。
- アネリスリスティック[8] - 赤色色素欠損により、赤みや橙色みがなくなる。劣性遺伝。
  - アネリスリスティックA[8] - 単にアネリスリスティックと呼称されることもある。成長に伴い、黄色を発色する。
  - チャコール（アネリスリスティックB）[8] - 成長しても、黄色を発色しないかほぼ発色しない。
- オケーティー[2] - 体色が橙がかった赤で、斑紋が濃赤色。主にサウスカロライナ州Jasper郡で一部の個体にみられる地域変異だが、同様の地域変異個体はノースカロライナ州東部からフロリダ州北東部にかけてみられる。名前はオリジナルとなった個体が採集された林を所有していた、Okeetee Hunt Crubに由来する。
- ハイポメラニスティック[8] - 黒色色素減衰。赤や橙色の部分が明色になり、黒色部が小さくなり紫色や褐色になる。
  - ハイポメラニスティックA[8] - 単にハイポメラニスティックと呼称されることもある。
  - サンキスド（ハイポメラニスティックB）[2] - オケーティーのハイポメラニスティック（ハイポメラニスティックオケーティー）。ハイポメラニスティックAの個体とかけあわせると、全てノーマルの個体が産まれる。
- マイアミフェイズ[2] - 体色が灰褐色で、斑紋は赤く縁取りが不鮮明。フロリダ州南部（主にマイアミ南西部）で一部の個体にみられる地域変異。